# OpenProj
OpenProj est un outil de planification de projet.
Le logiciel permet la planification de tâches avec association de dépendances, de ressources, et un état d'avancement ou une catégorie.
OpenProj est un clone de Microsoft Project, il permet de lire et modifier des fichiers MS Project. Il n'est plus maintenu depuis 2009[réf. nécessaire].

## Concurrents

### Logiciels libres
- GanttProject
- TaskJuggler
- ProjectLibre un fork d'OpenProj

### Logiciels propriétaires
- Invest Sign